# Biathlon bei den Winterasienspielen 2011
Der Biathlon bei den Winter-Asienspielen 2011 wurde in Almaty in Kasachstan zum siebten Mal bei Winter-Asienspielen ausgetragen. Bei den Männern Männer wurden vier Rennen (Einzel, Sprint, Verfolgung und mit der Staffel) durchgeführt, bei den Frauen fehlte die Verfolgung. Die Wettbewerbe wurden zwischen dem 30. Januar und dem 6. Februar durchgeführt.
Erfolgreichster Teilnehmer war der Kasache Alexander Tscherwjakow, der drei der vier möglichen Titel gewann. Die Gastgeber aus Kasachstan gewannen auch fünf der sieben Titel.

## Männer

### Sprint
| Rang | Biathlet               | Zeit     | Fehler |
| ---- | ---------------------- | -------- | ------ |
| 1    | Alexander Tscherwjakow | 29:01.6  | 0-2    |
| 2    | Ren Long               | +6.3     | 0-0    |
| 3    | Junji Nagai            | +33.5    | 0-1    |
| 4    | Zhang Chengye          | +59.1    | 1-2    |
| 5    | Kazuya Inomata         | +1:14.0  | 2-2    |
| 6    | Dias Keneschow         | +1:55.8  | 1-3    |
| 7    | Lee In-bok             | +2:34.3  | 2-2    |
| 8    | Lee Su-young           | +3:31.9  | 1-2    |
| 9    | Murod Hodjibayev       | +6:19.7  | 2-2    |
| 10   | Anuzar Yunusov         | +6:50.8  | 1-2    |
| 11   | Zafar Schachmuratow    | +12:52.0 | 1-3    |
| 12   | Asamat Bodschokojew    | +19:21.8 | 5-5    |
| 13   | Wang Yao-Yi            | +21:16.5 | 1-2    |
| 14   | Liu Yung-Chien         | +39:05.4 | 1-3    |

Dienstag, 1. Februar 2011, 13:30 Uhr

### Verfolgung
| Rang | Biathlet               | Zeit    | Fehler  |
| ---- | ---------------------- | ------- | ------- |
| 1    | Alexander Tscherwjakow | 35:42.8 | 1-0-3-1 |
| 2    | Junji Nagai            | +34.4   | 0-0-3-1 |
| 3    | Ren Long               | +58.7   | 1-2-1-0 |
| 4    | Kazuya Inomata         | +1:26.4 | 1-0-1-2 |
| 5    | Zhang Chengye          | +2:16.0 | 0-0-4-2 |
| 6    | Dias Keneschow         | +2:31.2 | 0-0-2-1 |
| 7    | Lee Su-young           | +8:17.9 | 0-1-4-4 |
| lap  | Murod Hodjibayev       |         | 4-2-2-3 |
| lap  | Anuzar Yunusov         |         | 4-3-2-2 |
| lap  | Zafar Schachmuratow    |         | 4-3-1-  |
| lap  | Asamat Bodschokojew    |         | 2-3-4-  |
| lap  | Wang Yao-Yi            |         | 2-3-3-  |
| dns  | Lee In-bok             |         |         |
| dns  | Liu Yung-Chien         |         |         |

Mittwoch, 2. Februar 2011, 10:00 Uhr

### Einzel
| Rang | Biathlet               | Zeit      | Fehler  |
| ---- | ---------------------- | --------- | ------- |
| 1    | Junji Nagai            | 1:00:41.2 | 0-1-0-1 |
| 2    | Ren Long               | +1:12.8   | 0-0-0-1 |
| 3    | Li Zhonghai            | +2:13.1   | 1-1-1-0 |
| 4    | Jun Je-uk              | +4:38.5   | 1-1-0-0 |
| 5    | Lee In-bok             | +5:12.4   | 1-0-1-1 |
| 6    | Nikolai Braitschenko   | +5:13.9   | 2-1-1-2 |
| 7    | Alexander Tscherwjakow | +5:23.5   | 1-2-1-3 |
| 8    | Hidenori Isa           | +5:56.3   | 0-3-0-3 |
| 9    | Murod Hodjibayev       | +13:02.0  | 2-0-1-3 |
| 10   | Anuzar Yunusov         | +21:01.4  | 3-2-1-4 |
| 11   | Zafar Schachmuratow    | +29:44.8  | 3-2-3-4 |
| dns  | Wang Yao-Yi            |           |         |
| dns  | Liu Yung-Chien         |           |         |

Freitag, 4. Februar 2011, 13:00 Uhr

### Staffel
| Rang | Team                | Biathleten                                                             | Zeit      | Fehler          |
| ---- | ------------------- | ---------------------------------------------------------------------- | --------- | --------------- |
| 1    | Kasachstan          | Alexander Tscherwjakow Nikolai Braitschenko Jan Sawizki Dias Keneschow | 1:21:03.5 | 0+0 0+1 0+4 0+2 |
| 2    | Japan               | Junji Nagai Hidenori Isa Kazuya Inomata Satoru Abe                     | +2:18.5   | 1+3 0+1 0+4 0+2 |
| 3    | Volksrepublik China | Ren Long Zhang Chengye Chen Haibin Li Zhonghai                         | +5:08.6   | 0+3 0+4 1+5 0+4 |
| 4    | Südkorea            | Jun Je-uk Lee In-bok Lee Su-young Lee Jung-sik                         | +10:09.5  | 0+2 0+4 4+6 3+3 |

Sonnabend, 5. Februar 2011, 10:00 Uhr

## Frauen

### Sprint
| Rang | Biathlet            | Zeit    | Fehler |
| ---- | ------------------- | ------- | ------ |
| 1    | Wang Chunli         | 23:12.1 | 0-0    |
| 2    | Jelena Chrustaljowa | +9.5    | 0-0    |
| 3    | Marina Lebedewa     | +54.8   | 0-1    |
| 4    | Fuyuko Suzuki       | +1:14.1 | 0-0    |
| 5    | Mun Ji-hee          | +2:40.0 | 3-1    |
| 6    | Itsuka Owada        | +2:59.9 | 0-1    |
| 7    | Tang Jialin         | +3:18.4 | 2-3    |
| 8    | Chu Kyoung-mi       | +5:00.1 | 2-3    |

Montag, 31. Januar 2011, 13:30 Uhr

### Einzel
| Rang | Biathlet            | Zeit     | Fehler  |
| ---- | ------------------- | -------- | ------- |
| 1    | Jelena Chrustaljowa | 53:16.8  | 1-1-0-0 |
| 2    | Fuyuko Suzuki       | +1:14.9  | 1-1-0-1 |
| 3    | Marina Lebedewa     | +1:19.5  | 0-2-0-1 |
| 4    | Mun Ji-hee          | +3:25.3  | 2-0-1-1 |
| 5    | Wang Chunli         | +5:17.6  | 0-2-3-2 |
| 6    | Liu Yuanyuan        | +5:19.0  | 2-3-2-0 |
| 7    | Chu Kyoung-mi       | +7:17.7  | 0-1-0-3 |
| 8    | Natsuko Abe         | +13:17.8 | 3-1-3-5 |

Freitag, 4. Februar 2011, 11:00 Uhr

### Staffel
| Rang | Team                | Biathleten                                                              | Zeit      | Fehler          |
| ---- | ------------------- | ----------------------------------------------------------------------- | --------- | --------------- |
| 1    | Kasachstan          | Marina Lebedewa Olga Poltoranina Irina Moschewitina Jelena Chrustaljowa | 1:25:17.0 | 0+3 0+1 1+4 0+0 |
| 2    | Volksrepublik China | Wang Chunli Tang Jialin Xu Yinghui Liu Yuanyuan                         | +3:54.2   | 0+2 2+3 0+1 4+6 |
| 3    | Japan               | Fuyuko Suzuki Itsuka Owada Ayako Mukai Natsuko Abe                      | +4:20.7   | 0+3 0+0 1+6 1+4 |
| 4    | Südkorea            | Chu Kyoung-mi Mun Ji-hee Kim Seo-ra Kim Kyung-nam                       | +10:02.5  | 0+2 0+4 0+5 1+6 |

Sonntag, 6. Februar 2011, 10:00 Uhr